# Трегубов Віктор Павлович
Віктор Павлович Трегубов (1842–1909) — дійсний статський радник, у 1889–1906 роках — міський голова Полтави. Почесний громадянин Полтави.

## Біографія
Віктор Павлович Трегубов — син відомого полтавського мецената, колезького радника Павла Петровича Трегубова. Виховувався у другій Харківській гімназії. Потім навчався в Харківському університеті, юридичний факультет якого закінчив у 1867 році. Після навчання поступив до Харківської судової палати і через рік був направлений до Полтави для упорядкування справ повітового суду і передачі їх у відання окружного суду і мирових установ. У 1870–1889 роках був мировим суддею у Полтаві. У 1898 - 1904 роках був почесним попечителем Полтавського Олександрівського реального училища.
1889 року був обраний полтавським міським головою, обов'язки якого беззмінно виконував до 1906 року. За багаторічну громадську службу обраний почесним громадянином Полтави. На відзначення його 35-річної суспільної служби, ухвалою міської думи, портрет Віктора Павловича Трегубова був повішений в залі міської думи. А сьоме міське початкове училище, що знаходилося на Сінній площі, і якому Трегубов пожертвував 3 тисячі рублів, було назване школою імені В. П. Трегубова. У 1902 році на його честь 1-а Кобищанська вулиця була перейменована на Трегубівську (зараз це вулиця Патріарха Мстислава), яку старожили і донині називають «Трегубівська».
Помер Віктор Павлович у 1909 році. Похований у Полтаві.